# Norwegischer Fußballpokal der Männer 2006
Der norwegische Fußballpokal 2006 (kurz auch NM-Cup 2006 genannt) war die 101. Austragung des Fußballpokalwettbewerbs der Männer. Pokalsieger wurde Fredrikstad FK. Das Team setzte sich im Finale mit 3:0 gegen Sandefjord Fotball durch. Der Pokalsieger erhielt das Startrecht im UEFA-Pokal 2007/08.
Alle Begegnungen wurden in einem Spiel entschieden. Bei einem Unentschieden nach Verlängerung wurde der Sieger im Elfmeterschießen ermittelt.

## 1. Runde
| Datum      |                       | Ergebnis              |                      |
| ---------- | --------------------- | --------------------- | -------------------- |
| 10.05.2006 | Åkra IL               | 0:3                   | FK Haugesund         |
|            | Åmot IF               | 0:1                   | FK Gjøvik Lyn        |
|            | Årdal FK              | 3:3 n. V. (8:7 i. E.) | Stryn TIL            |
|            | FK Arendal            | 01:10                 | Start Kristiansand   |
|            | Åsane Fotball         | 1:2                   | FBK Voss             |
|            | Asker Fotball         | 2:4                   | Stabæk Fotball       |
|            | Askøy FK              | 4:2                   | Vadmyra IL           |
|            | IF Birkebeineren      | 1:5                   | Hønefoss BK          |
|            | Brumunddal Fotball    | 0:3                   | SK Sprint-Jeløy      |
|            | Charlottenlund SK     | 0:2                   | Strindheim IL        |
|            | Egersunds IK          | 0:2                   | Ålgård FK            |
|            | Eik IF Tønsberg       | 1:4                   | Pors Grenland        |
|            | Fana IL               | 2:0                   | Lyngbø SK            |
|            | Flekkerøy IL          | 4:1                   | Sandnes Ulf          |
|            | Follese FK            | 0:1                   | Brann Bergen         |
|            | Førde IL              | 0:4                   | Sogndal IL           |
|            | Fossum IF             | 0:4                   | Lyn Oslo             |
|            | Frigg Oslo FK         | 0:2                   | Manglerud Star Oslo  |
|            | Frøyland IL           | 1:6                   | Viking Stavanger     |
|            | Funnefoss/Vormsund IL | 2:4                   | Moss FK              |
|            | Groruddalen BK        | 3:0                   | Elverum Fotball      |
|            | Grovfjord IL          | 0:5                   | Tromsø IL            |
|            | Hadeland Fotball      | 0:6                   | Follo Fotball        |
|            | Hammerfest FK         | 3:2 n. V.             | Alta IF              |
|            | Høland IL             | 0:3                   | Lillestrøm SK        |
|            | TIL Hovding           | 1:5                   | Løv-Ham Fotball      |
|            | Kirkenes IF           | 1:5                   | Tromsdalen UIL       |
|            | Klemetsrud IL         | 2:7                   | Strømsgodset IF      |
|            | Klepp IL              | 3:1                   | Randaberg IL         |
|            | Kristiansund BK       | 0:2                   | KIL/Hemne Fotball    |
|            | FK Kvik Trondheim     | 1:8                   | Rosenborg Trondheim  |
|            | Kvik Halden FK        | 1:7                   | Fredrikstad FK       |
|            | Larvik Turn           | 0:4                   | Sandefjord Fotball   |
|            | Levanger FK           | 1:0                   | Mo IL                |
|            | Lillehammer FK        | 4:3 n. V.             | Ullensaker/Kisa IL   |
|            | Lisleby FK            | 1:1 n. V. (7:6 i. E.) | FK Sparta Sarpsborg  |
|            | FK Lofoten            | 1:3                   | Harstad IL           |
|            | Mjøndalen IF          | 2:3                   | Skeid Oslo           |
|            | Namsos IL             | 0:3                   | Steinkjer FK         |
|            | Nardo FK              | 1:3                   | Byåsen Toppfotball   |
|            | FK Ørn-Horten         | 1:2                   | Eidsvold Turn        |
|            | Ranheim IL            | 3:2                   | Verdal IL            |
|            | Ridabu/Fåvang FK      | 1:7                   | Ham-Kam              |
|            | Sander IL             | 0:4                   | Kongsvinger IL       |
|            | Sarpsborg FK          | 4:6 n. V.             | Korsvoll IL          |
|            | Skarbøvik IF          | 0:2                   | Aalesunds FK         |
|            | IF Skarp              | 6:3 n. V.             | Lyngen/Karnes IL     |
|            | Skotfoss TIF          | 0:3                   | Odd Grenland         |
|            | Stange SK             | 1:8                   | Vålerenga Oslo       |
|            | Surnadal IL           | 1:6                   | Molde FK             |
|            | Stavanger IF          | 2:3 n. V.             | Bryne FK             |
|            | Steigen SPK           | 2:3                   | FK Bodø/Glimt        |
|            | Stord Sunnhordland FK | 2:5                   | Fyllingen Fotball    |
|            | FK Sykkylven          | 1:4                   | IL Hødd              |
|            | FK Tønsberg           | 12:10                 | Røa IL               |
|            | Vardal IF             | 1:4                   | Raufoss IL           |
| 11.05.2006 | Drøbak/Frogn IL       | 8:2                   | Grorud IL            |
|            | Fram Larvik           | 0:1                   | Kolstad Fotball      |
|            | Kjelsås IL            | 4:0                   | Jevnaker IF          |
|            | Lørenskog IF          | 1:0                   | Nybergsund IL-Trysil |
|            | Notodden FK           | 7:2                   | Tønsberg FK          |
|            | Tollnes BK            | 0:1                   | Bærum SK             |
|            | FK Mandalskameratene  | 5:0                   | FK Vigør             |
|            | SK Vard Haugesund     | 2:3 n. V.             | Kopervik IL          |

## 2. Runde
| Datum      |                     | Ergebnis |                      |
| ---------- | ------------------- | -------- | -------------------- |
| 07.06.2006 | Lørenskog IF        | 2:4      | Lillestrøm SK        |
| 08.06.2006 | Lisleby FK          | 1:4      | Lyn Oslo             |
|            | SK Sprint-Jeløy     | 1:2      | Fredrikstad FK       |
|            | Korsvoll IL         | 0:2      | Odd Grenland         |
|            | Bærum SK            | 0:1      | Sandefjord Fotball   |
|            | Lillehammer FK      | 0:6      | Vålerenga Oslo       |
|            | FK Bodø/Glimt       | 2:3      | Ham-Kam              |
|            | Flekkerøy IL        | 1:3      | Viking Stavanger     |
|            | Kopervik IL         | 1:7      | Start Kristiansand   |
|            | FBK Voss            | 0:4      | Brann Bergen         |
|            | KIL/Hemne Fotball   | 01:11    | Molde FK             |
|            | Kolstad Fotball     | 0:1      | Stabæk Fotball       |
|            | Steinkjer FK        | 0:4      | Rosenborg Trondheim  |
|            | Hammerfest FK       | 0:3      | Tromsø IL            |
|            | Moss FK             | 3:0      | Kjelsås IL           |
|            | Manglerud Star Oslo | 5:3      | Fana IL              |
|            | Skeid Oslo          | 2:0      | Notodden FK          |
|            | Eidsvold Turn       | 2:3      | Kongsvinger IL       |
|            | Raufoss IL          | 3:0      | Groruddalen BK       |
|            | Strømsgodset IF     | 4:0      | FK Tønsberg          |
|            | Pors Grenland       | 6:0      | Drøbak/Frogn IL      |
|            | Ålgård FK           | 1:4      | FK Mandalskameratene |
|            | Klepp IL            | 1:2      | Bryne FK             |
|            | Fyllingen Fotball   | 2:5      | Hønefoss BK          |
|            | Askøy FK            | 0:2      | FK Haugesund         |
|            | Sogndal IL          | 5:0      | Årdal FK             |
|            | Aalesunds FK        | 8:1      | Ranheim IL           |
|            | Byåsen Toppfotball  | 1:3      | Løv-Ham Fotball      |
|            | Strindheim IL       | 0:3      | Follo Fotball        |
|            | Levanger FK         | 4:1      | IL Hødd              |
|            | FK Bodø/Glimt       | 4:1      | IF Skarp             |
|            | Tromsdalen UIL      | 1:2      | Harstad IL           |

## 3. Runde
| Datum      |                      | Ergebnis              |                     |
| ---------- | -------------------- | --------------------- | ------------------- |
| 05.07.2006 | Follo Fotball        | 3:2                   | Molde FK            |
|            | Lyn Oslo             | 4:2                   | Pors Grenland       |
|            | Ham-Kam              | 3:1                   | Moss FK             |
|            | Hønefoss BK          | 1:2                   | Vålerenga Oslo      |
|            | Kongsvinger IL       | 2:3                   | Fredrikstad FK      |
|            | Rosenborg Trondheim  | 2:1 n. V.             | Raufoss IL          |
|            | Brann Bergen         | 3:1                   | Levanger FK         |
|            | FK Mandalskameratene | 4:1                   | Odd Grenland        |
|            | Viking Stavanger     | 4:0                   | Manglerud Star Oslo |
|            | FK Haugesund         | 1:1 n. V. (5:6 i. E.) | Start Kristiansand  |
|            | FK Bodø/Glimt        | 4:2                   | Tromsø IL           |
|            | Harstad IL           | 1:5                   | Lillestrøm SK       |
|            | Løv-Ham Fotball      | 1:2                   | Aalesunds FK        |
| 12.07.2006 | Stabæk Fotball       | 2:2 n. V. (3:4 i. E.) | Sogndal IL          |
|            | Bryne FK             | 3:1                   | Strømsgodset IF     |
|            | Sandefjord Fotball   | 3:2                   | Skeid Oslo          |

## 4. Runde
| Datum      |                     | Ergebnis              |                      |
| ---------- | ------------------- | --------------------- | -------------------- |
| 19.07.2006 | Vålerenga Oslo      | 2:1                   | Aalesunds FK         |
|            | Fredrikstad FK      | 2:2 n. V. (4:2 i. E.) | Bryne FK             |
|            | Rosenborg Trondheim | 1:0                   | FK Mandalskameratene |
|            | Sogndal IL          | 1:2 n. V.             | Follo Fotball        |
|            | Ham-Kam             | 2:3                   | Sandefjord Fotball   |
|            | Lillestrøm SK       | 2:1                   | Lyn Oslo             |
| 20.07.2006 | Viking Stavanger    | 5:0                   | FK Bodø/Glimt        |
|            | Start Kristiansand  | 2:1                   | Brann Bergen         |

## Viertelfinale
| Datum      |                    | Ergebnis  |                     |
| ---------- | ------------------ | --------- | ------------------- |
| 19.08.2006 | Vålerenga Oslo     | 0:3       | Fredrikstad FK      |
|            | Start Kristiansand | 3:2 n. V. | Lillestrøm SK       |
| 19.08.2006 | Follo Fotball      | 0:1       | Sandefjord Fotball  |
|            | Viking Stavanger   | 1:3       | Rosenborg Trondheim |

## Halbfinale
| Datum      |                     | Ergebnis  |                    |
| ---------- | ------------------- | --------- | ------------------ |
| 20.09.2006 | Fredrikstad FK      | 3:2 n. V. | Start Kristiansand |
| 21.09.2006 | Rosenborg Trondheim | 2:5       | Sandefjord Fotball |

## Finale
| Fredrikstad FK                               | Fredrikstad FK | Sandefjord Fotball | Sandefjord Fotball |
| -------------------------------------------- | --- | --- | ------------------ |
| Fredrikstad FK                               | \| Finale \| \| 12. November 2006 in Oslo (Ullevaal-Stadion) \| \| Ergebnis: 3:0 (3:0) \| \| Zuschauer: 25.102 \| \| Schiedsrichter: Tom Henning Øvrebø \| \| Spielbericht \| | \| Finale \| \| 12. November 2006 in Oslo (Ullevaal-Stadion) \| \| Ergebnis: 3:0 (3:0) \| \| Zuschauer: 25.102 \| \| Schiedsrichter: Tom Henning Øvrebø \| \| Spielbericht \| | Sandefjord Fotball |
| Fredrikstad FK                               | Rami Shaaban – Pål André Czwartek (86. Agim Shabani), Raio Piiroja, Patrik Gerrbrand, John Anders Bjørkøy – Simen Brenne, Christian Berg, Hans Erik Ramberg – Raymond Kvisvik (88. Øyvind Hoås), Mihaly Toth, Tarik Elyounoussi (73. Yherland MacDonald) Cheftrainer: Knut Torbjørn Eggen | Espen Bugge Pettersen – Olav Zanetti, Arnar Førsund (80. Brian Waltrip), Fredrik Kjølner, Tom Kristoffersen – Tommy Knarvik, Mikael Andersson, Fredrik Thorsen (58. Samuel Isaksen), Erik Mjelde (88. Tuomas Haapala) – Adriano Munoz, Andreas Tegström Cheftrainer: Tor Thodesen | Sandefjord Fotball |
| Fredrikstad FK                               | 1:0 Hans Erik Ramberg (5.) 2:0 Raio Piiroja (37.) 3:0 Raio Piiroja (43.) | | Sandefjord Fotball |
| Fredrikstad FK                               | Fredrik Kjølner (65.), Tom Kristoffersen (73.) | | Sandefjord Fotball |
| Finale                                       | | |                    |
| 12. November 2006 in Oslo (Ullevaal-Stadion) | | |                    |
| Ergebnis: 3:0 (3:0)                          | | |                    |
| Zuschauer: 25.102                            | | |                    |
| Schiedsrichter: Tom Henning Øvrebø           | | |                    |
| Spielbericht                                 | | |                    |